# Juan Alfonso de la Cerda y Meneses
Juan Alfonso de la Cerda y Meneses (Portugal, 1343-después de 1393), hijo heredero de Alfonso Fernández de la Cerda y de su primera mujer Leonor de Meneses, II señor de Sardoal, Golegã, Borralha, Punhete, Sobreira Formosa y la mitad de Amêndoa, en Portugal, y señor consorte de Villoria, en Castilla.

## Biografía
Fue mayordomo mayor del infante Fernando de Antequera, hijo de Juan I de Castilla y futuro Fernando I de Aragón. Regresó a Castilla, donde fue ricohombre y señor de Villoria de Cuenca, por matrimonio.

## Matrimonio y descendencia
Contrajo matrimonio con María Álvarez de Albornoz, señora de Villoria, hija de Alvar García de Albornoz, el Viejo, VI señor de Albornoz y señor de Torralba y mayordomo mayor del rey Enrique II de Castilla, y de Teresa Rodríguez. De este matrimonio nacieron: 
- Luis de la Cerda y Albornoz (c. 1377-después de 1442), señor de Villoria, casado con Isabel de Rojas, hija de Fernán García de Herrera, señor de Ampudia, y de Inés de Rojas,[1] con descendencia;
- Juan de la Cerda y Albornoz.[1]